# 若林幸樹
若林 幸樹（わかばやし こうき、1963年2月1日 - ）は、日本の俳優、お笑い芸人。本名同じ。東京都国分寺市出身。血液型A型、身長178cm。
ドゥー企画（旧ザ・ニュースペーパー事務所）、サンミュージック、プランチャイム を経て希楽星所属。
東京ディズニーランド・ショーダンサー～社会風刺コント集団「ザ・ニュースペーパー」～お笑いユニット「COLORS」

## 人物
中学校の先輩忌野清志郎に傾倒し、エレキギターに目覚めハードロック少年となる。高校3年の時、隣に座る女生徒の家庭教師が映画の助監督をやっていて、出演者を捜している情報を聞きつけ、無理やり映画に参加。その映画が、石井岳龍（旧石井聰亙）監督のシャッフル （1981年）という作品だった。大学受験に失敗し、東京のデザイン専門学校へ。流されるまま大手印刷会社に就職。1年後に役職が付くが、部下と上司の板挟みに苦しめられ、おまけに色弱という色が分からない事に気付き、あえなく退社。
劇団員～ダンサーへ
高校時代に出演したあの快感が忘れられず、デビューという雑誌を見て、近かったのと手っ取り早かったというだけのことで、阿佐ヶ谷に会った劇団「遙」の門を叩く。研究生の後、劇団員になるが数年後に分裂。行き先を見失っていた所に、元マネージャから東京ディズニーランドのダンサーの仕事を紹介される。オーディションでは何も踊る事が出来ず、ただリズムに乗って笑顔で笑っているのが精一杯だったが、どういうわけか結果は合格。フラッグ隊としてスタートするが満足できず、死に物狂いでダンスのレッスンに通い続け、ショーダンサーとしての地位を得る。20代後半に差し掛かりダンサーとしての限界を感じていた頃、たまたま出入りしていたザ・ニュースペーパーのメンバーと知り合い、お笑いの道へ転身。
お笑い～役者へ
見習い期間を経て、社会風刺コントグループ「ザ・ニュースペーパー」の正式メンバーとして参加。主な役は、細川護熙・鳩山由紀夫・野茂英雄・ビンラディンなど。退団後、自分たちのお笑いを目指したいと、同じ事務所だった元U2ROCKETの石山博士とTNPメンバーだった福島カツシゲと共に、3人組お笑いユニット「COLORS」を結成。サンミュージックプロダクションやパパイヤ鈴木の プランチャイム などの芸能事務所を渡り歩き、それぞれの活動を重視したいと解散。現在は役者として芸能事務所希楽星に所属しながら、パントマイムやジャグラーなどのパフォーマーとして全国のイベントなどでも活躍。
舞台を中心にナレーションやドラマにも活動の場を広げ、俳優養成所「ワンネスアカデミー」「ヴォイス＆アクターズ道場」・劇団・学校・カルチャーセンターで演技講師を務める。最近では、ベンチャー企業などの依頼を受け、新人研修の コミュニケーションプログラム の講師として指導をしている。

## 出演作品

### 映画
- シャッフル（1981年、ダイナマイト・プロダクション）警官役
- DANCE MASTER〜踊るムーランルージュ笑店街〜（2004年公開）大道芸人
- 20世紀少年 -最終章- ぼくらの旗（2009年公開）砦の住人 役
- 神様のカルテ（2011年8月公開）患者 役
- 全裸監督シーズン2（2021年6月24日 - Netflix））警官役

### テレビドラマ
- 燃えろ!!ロボコン（1999年、テレビ朝日）
- ガラスの仮面スペシャル完結編（1999年、テレビ朝日）
- ケータイ刑事 銭形泪 2ndシリーズ 第14・15話（2004年、BS-i）
- モップガール 第5話（2008年、テレビ朝日）
- まるまるちびまる子ちゃん 第31話（2008年、フジテレビ）
- 歌ドラ〜GET ALONG TOGETHER（2008年、BSフジ）
- 素晴らしい世界内 スバセカ劇場「正直なオデコ」（2008年、HTB北海道テレビ）
- アニメ「毎日かあさん」第11話　（2008年、テレビ東京）医者役
- 白い春 最終話（2009年、フジテレビ）
- わたしが子どもだったころ 山村レイコ篇（2009年、NHK BS-hi） - 父親役
- 派遣のオスカル〜少女漫画に愛をこめて（2009年、NHK総合） - 開発1課社員志村役
- ラストメール2〜いちじく白書〜（2009年10月、BS朝日） - 準レギュラー / 町役場課長・佐々木茂役
- 誰かが嘘をついている （2009年10月、フジテレビ） - 警察官役
- いのちの島 （2009年11月、TBS）
- マイガール 第9話（2009年12月、テレビ朝日） - カメラマン役
- まっすぐな男 第5話（2010年2月、フジテレビ） - ホームレス役
- 湯けむりバスツアー 桜庭さやかの事件簿（2010年4月、TBS）
- デカ007（2010年4月26日、日本テレビ）
- トラブルマン 第11話（2010年7月2日、テレビ東京）
- 世界の終わりに咲く花（2010年9月20日〜11月23日、BeeTV） - 警察官役
- 美咲ナンバーワン!! 第7話（2011年2月23日、日本テレビ） - 飲み屋常連客役
- 明日の光をつかめ2 第9話（2011年7月14日、フジテレビ） - 酔払い役
- 陽はまた昇る 2話（2011年7月28日、テレビ朝日） - 警察官役
- ラストマネー -愛の値段- 第2話（2011年9月20日、NHK総合） - ホームセンター社員役
- Wの悲劇 第1話（2012年4月26日、テレビ朝日）同僚刑事役
- ゴーストママ捜査線〜僕とママの不思議な100日〜 第5話（2012年8月11日、日本テレビ） - 町の人 役
- トッカン 特別国税徴収官 第6話（2012年9月22日、日本テレビ） - 銀行担当者役
- 町医者ジャンボ!!第4話（2013年7月25日、読売テレビ）  - 田中食堂店主・田中弘 役
- 刑事吉永誠一 涙の事件簿第2話（2013年、テレビ東京） - マンション管理人・神林次郎役
- NHK大河ドラマ「花燃ゆ」22話（2015年5月31日NHK総合）
- 沈まぬ太陽 12話（2016年、WOWOW）
- 正義のセ 第5話（2018年5月9日	、日本テレビ） - 従業員役
- ぬらりひょんの棲む家（2020年peep アプリドラマ） - 父親役
- 禍話（2021年7月11日、朝日放送テレビ） - 下村正之父親役
- 精神分析医 氷室想介の事件簿〜超高層ビル密室殺人の謎〜（2022年2月26日、BS-TBS） - 片岡智宏 役
- 元彼の遺言状 第9話・第10話（2022年6月6日・13日フジテレビ）～漁港組合職員
- 虎に翼（2024年4月30日NHK）５話　第22～25回　七沼弁護士役

### バラエティー番組
- ソリトン
- 爆笑オンエアバトル
- 爆笑NEXT WAVE
- 笑わせろ
- どうーなってるの?!
- こたえてちょーだい!
- わかってちょーだい!
- 発掘!あるある大事典II
- 質問力
- 一攫千金!日本ルー列島
- はなまるマーケットとくまる・相続問題（2010年6月8日、TBS）
- 天才!志村どうぶつ園 涙と奇跡の動物物語2（2010年9月18日、日本テレビ）
- 最終警告!たけしの本当は怖い家庭の医学（2011年8月23日、テレビ朝日）
- 私の何がイケないの?（2013年2月4日、TBS）
- 爆笑 大日本アカン警察(2013年5月19日、フジテレビジョン)
- 中居正広の金曜日のスマイルたちへ〜おもてなし企画SP・築地編(2013年12月6日、TBS)
- 有吉ゼミ2時間SP〜芸能人親子の仰天子育て術（2014年3月10日、日本テレビ） - 清水アキラ 役
- ワンダフルライフ＃2〜守田満（2014年4月27日、フジテレビ）
- SMAP×SMAP〜カニ蔵ブログ「カニ会編」（2014年6月16日、フジテレビ）
- 池上彰が選ぶ 日本の運命を決めたニュース（2014年7月28日、テレビ朝日）
- たけしの健康エンターテインメント!みんなの家庭の医学〜セカンドオピニオンSP（2014年10月7日、ABC朝日放送）
- 解決!ナイナイアンサー〜追悼・今年亡くなった有名人達（2014年12月9日、日本テレビ） - 周富徳 役
- 奇跡体験!アンビリバボー〜日本を震撼させた衝撃の事件SP:首なし事件（2015年1月8日、フジテレビ） - 黒沢 役
- あさイチ〜女性リアル　夫のうつ（2015年4月27日、NHK総合）
- シャキーン!！〜72億人のあの人（2015年5月〜8月、NHKEテレ） MTV
- 巷のリアルTV カミングアウト!!（2015年10月30日／11月13日、フジテレビ）
- 世界一受けたい授業〜お医者さんの本音とは？（2016年3月12日、日本テレビ）
- Mr.サンデー〜知られざるニュースの舞台裏スペシャル（2016年12月25日、フジテレビ） - 大坪 役
- 超入門!落語 THE MOVIE「道具屋」（2017年、NHK総合） - 杢兵衛 役
- 中居正広の金曜日のスマイルたちへ「北村弁護士・上野正彦の事件簿」（2017年、TBS） - 刑事役
- ダウンタウンのガキの使いやあらへんで!（2019年日本テレビ）クイーン・ブライアン役
- コツコツ人生観（2019年東海テレビ制作・フジテレビ）
- それSnowManにやらせて下さい（2020年TBS) サプライズ重大発表！ドラマ 片桐社長役

　　https://www.youtube.com/watch?v=exdDhhcjBS4
- 奇跡体験!アンビリバボー（2020年フジテレビ）銀行支店長役
- 日本人のおなまえ～珍名山ベストテン～（2021年ＮＨＫ総合）出版社社長役
- ゴッドタンマジ歌選手権（2021年テレビ東京）劇団ひとり～スススのス　漁師役
- ガキの使いやあらへんで「もぐら七変化」（2022年日本テレビ）下町ロケット木村役
- ザ!世界仰天ニュース アントニオ猪木の真実スペシャル～（2022年日本テレビ）アントニオ猪木役
- 水曜日のダウンタウン犯人をみつけるまでミステリードラマから抜け出せない説・第一弾ペンション連続殺人事～（2023年TBS）怪しい男・山田役
- 背筋も凍るほわ〜い話　昭和の怪事件～（2023年TBS）橋本勝役
- 離婚しようよ（Netflixドラマ）2・3話～国会議長役
- 坂上どうぶつ王国３時間SP（2023年フジテレビ）坂上忍父役
- 李錦記　Web動画「ザ・マミィ酒井のストレス発散辛味ツアー」栄養学博士・香田辛太郎役
- ワールド極限ミステリー東亜国内航空片輪着陸事故（2024年TBS）乗客・竹山役

### CM
- 大正製薬「ゼナ」
- フジテレビ「きっかけはフジテレビ」
- アサヒ飲料「新・十六茶」インフォマーシャル
- 日本盛「コシアミ」CMナレーション（10月〜テレビ朝日系列）
- 「パチンコアミューズメント土崎」（2008年、秋田県内のみ）
- 「ドラッグトップス」（2009年、新潟県・福島県のみ）
- 新造人間キャシャーンパチンコ西陣CM「成果主義の果てに」篇
- 十六茶　アサヒ飲料〜朝ブレンド出社編・会議編
- アース製薬「バスロマン〜おどり篇」
- 関東電気保安協会「喋るコンセント編」ナレーション
- スタッフサービス「席替えの時間篇」社長役
- TikTok　#だれでもダンス 「ギネス世界記録　挑戦編」WebCM　ボクサートレーナー役
- ウタマロ石鹼「黒い男２」WebCM
- ウォータースタンド「さかな社長と憂える社員達」マグロ専務の声
- ピルクル乳酸菌飲料web CM　演歌歌手
- Gotcha!mallグランドデザイン株式会社  2021年（スマホアプリ）
- 柑気楼はぴねすくらぶ
- 雪国まいたけ『テッパンの鉄板焼き』編
- 北の達人コーポレーション「スカルプケア」webCM
- Pairsペアーズ（マッチングアプリ）『さがす』篇
- 大一商会パチンコCM 「ひぐらしのなく頃に彩」
- Nintendo Switch「Hop!Step!Dance!」ヨツロウ役　https://www.youtube.com/watch?v=qgYyVDY8Ppg
- フルキャスト～フルキャスト共和国初代“バイトー領”大臣役

### PV
- 細川ふみえ「にこにこニャンニャン」
- MALCO「男だ☆光るぜ」
- スムルース「ロストイン宇宙」
- ORANGE RANGE「オシャレ番長」
- w-inds.「CAN'T GET BACK」

### ラジオ
- FM富士「宇都宮隆バーディーバーディー」
- RKB毎日放送「MY PRESENT PLACE」
- NACK5「COLORSのズビズバなのにパパパや〜ん」
- TOKYO FM「RADIO DI-GA」
- UNIQue the RADIO「RED HOT NAVI」

### 舞台
- 「地球ゴージャス」公演VOL.3「地図にない街〜ドヘネケヘキシン」（1999年2月天王洲アイル）岸谷五朗・寺脇康文主演
- 劇団I.O.H「フォーティラブ」（2000年6月、下北沢OFFOFFシアター）
- ダミーム「ホームベース」（2000年11月・中野光座）宇梶剛士作・演出
- ソロライブ「天才!WAKAっちSHOW」（2001年5月、明大前キッド・アイラック・アート・ホール）
- 博品館ミュージカル「THE LITTLE GHOST」（2003年8月、博品館劇場）
- 「THE LORD OF THE DANCE/パパイヤ鈴木」（2004年10月、新宿シアターアプル）
- 桑田佳祐　Act Against AIDS 2004「THE GOLDEN AGE OF BRITISH ROCK 〜愛と青春の英国ロック〜」（2004年11月30日〜12月2日、パシフィコ横浜国立大ホール）
- 九十九一夜物語2（2006年6月、四ツ谷・石響）九十九一
- 第22回池袋演劇祭参加作品／集団田中番外公演「ジーMEN」（2010年8月30日〜大塚STUDIO 9）
- まじんプロジェクト「愛はガツン!」（2011年4月、赤坂レッドシアター）
- 新宿ラブダンディー@新宿シアターモリエール（劇団虎のこ）（2011年9月、新宿シアターモリエール）
- 猿王プロデュース ／コントLIVE『独猿会』〜猿一匹ですが・・・（2011年12月28日＠代官山・晴れたら空に豆まいて）
- 漢OTOKO MATSURI祭富良野演劇工場（2012年2月17・18日、富良野演劇工場）
- ドラ基地第一回公演/オムニバス舞台『アイニク』ザムザ阿佐谷（2012年3月8日〜11日）
- まじんプロジェクト第2回公演「くれない坂の猫」（2012年10月、赤坂レッドシアター）
- 私立恵比寿中学「私立恵比寿中学年忘れ大学芸会「エビ中のジャングル大冒険」」（2012年12月15日中野サンプラザ）無関心地蔵の声
- 北海道芸術鑑賞会・笑劇「ようこそパントマイムの世界へ」富良野塾OBユニット〜幕別町百年記念ホール（2013年11月20・21日）
- 北海道芸術鑑賞会・笑劇「ようこそパントマイムの世界へ」富良野塾OBユニット〜富良野文化会館（2014年9月2・3日）
- ゲキジョーN☆RNiR＜ノニエル＞ 旗揚げ公演「TRANS-トランス」　（2015年 3月27〜29日）＠上野小劇場
- 第二回へたっぴ落語の会（2015年5月28日〜31日）下北沢亭
- 北海道芸術鑑賞公演・笑劇「ようこそパントマイムの世界へ」　東川小（2015年8月26日）　七飯町パイオニアホール（9月8日）中富良野町総合スポーツセンター（9月14日）
- 北海道芸術鑑賞会・笑劇「ようこそパントマイムの世界へ」富良野塾OBユニット〜東神楽中学校（2016年11月1日）
- 2018.森林保全活動チャリティーコンサート　千葉市民会館大ホール　司会進行（2018年9月9日）

### VP
- 「日立製作所〜スマートモビリティ」
- 「ファイザー　ケーススタディビデオ」
- 「自動車共済安心サポーター」
- 「警視庁管内特殊暴力防止対策連合会」 不当要求者役
- 「毎日映画社・海技映像VP」
- 「日本イーライリリー サムライザVP」

### WEB動画
- 株式会社タジマ「一新多助王（KING）」WEB動画
- インターネット音楽情報番組「RED HOT@TV」ナビゲーターDJラビオ（ホットスタッフ）ナレーション

### DVD
- 「ザ・ニュースペーパー笑国日本〜I Laugh Japan〜」（2004年）ザ・ニュースペーパー
- 「COLORSコレクション」（2006年）COLORS